# ボルボ・SPA
SPA（Scalable Product Architecture、スケーラブル・プロダクト・アーキテクチャ）は、ボルボ・カーズが開発したDセグメント-Eセグメント用のFFとFFベース4WD車用のモジュラープラットフォーム。

## 概要
開発には900億スウェーデン・クローナ（日本円で約1兆3000億円）が費やされ、全体のおよそ90％が新規開発部品で構成される。この開発費の中には「Drive-E」と呼ばれるパワートレーン開発、生産工場への投資も含まれている。
基本的にDrive-Eと呼ばれる直列4気筒ガソリン/ディーゼルエンジンとの組み合わせとなり、それらをベースにターボ、ツインターボ、スーパーチャージャー、ハイブリッドと各種の追加デバイスを組み合わせることで車両重量とグレード別動力性能、環境性能への対応を図っており、将来的には総電動化を見据えている。
シャーシは、前輪からアクセルペダルの間隔が固定されている以外その他の全ての寸法を自由に変えることができ、将来の各種電動デバイスや先進安全技術の搭載にも対応可能である。
また、ボルボの長年のこだわりでもある「乗員を守る」「衝突を回避する」という面でも安全性を高める構造としている。全車においては安全ケージをさらに強化し、高硬度なボロンスチールの使用率を40%まで高めた。フロント部分は、従来よりもさらに大きな衝撃を吸収可能な構造になっている。
設計思想としては、フォルクスワーゲンの「MQB（モジュラー・トランスバース・マトリックス）」やルノー=日産の「CMF（コモン・モジュール・ファミリー）」、マツダの「SKYACTIV TECHNOLOGY（スカイアクティブ・テクノロジー）」とほぼ同じであるが、トヨタ自動車の「TNGA（トヨタ・ニュー・グローバル・アーキテクチャー）」ならびにダイハツ工業の「DNGA（ダイハツ・ニュー・グローバル・アーキテクチャ）」とはモジュール化の部分以外、やや違った構想である。
SPAは2014年発表の2代目XC90を皮切りに、順次、ボルボ車は勿論、親会社である吉利汽車の車種やボルボと同じ吉利汽車傘下であるロータスのSUVにも採用していく。
なお、このSPAを小型車用に応用・発展させたプラットフォームが「CMA（コンパクト・モジュラー・アーキテクチャ）」である。

## SPA採用車種
- XC90（2代目）
- V90（2代目）
  - V90クロスカントリー
- S90
  - S90L（中国市場専売）
- XC60（2代目）
- V60（2代目）
  - V60クロスカントリー
- S60（2代目）
- ポールスター・1